# Nechama Leibowitz
Nechama Leibowitz (hebrejsky נחמה ליבוביץ‎; 3. září 1905 – 12. dubna 1997) byla známá izraelská biblistka a komentátorka Tanachu, která podněcovala zájem o biblická studia.

## Biografie
Nechama Leibowitz se narodila v ortodoxní židovské rodině v Rize dva roky po svém bratru, filozofovi Ješajahu Leibowitzovi. Roku 1919 se rodina přestěhovala do Berlína. Tam ve dvacátých letech studovala na Hochschule für die Wissenschaft des Judentums a na marburské a berlínské univerzitě, kde v roce 1930 získala doktorát za svou práci o biblických překladech německožidovských překladatelů. Toho samého roku se vdala a vystěhovala do tehdejší Palestiny. Během dalších pětadvaceti let vyučovala na Semináři pro náboženskosionistické učitele. Od roku 1957 přednášela na telavivské univerzitě, kde byla od roku 1968 řádnou profesorkou. Vedle toho přednášela na Hebrejské univerzitě v Jeruzalémě a dalších vzdělávacích institucích po celé zemi. Kromě svých studií komentovala týdenní paraše pro rozhlas Kol Jisra'el.
Provdala se za svého strýce, Jedidju Lipmana Leibowitze, který byl starší o 29 let. Neměli děti.

## Způsob vyučování
Sama sebe označovala jako „učitelku“, což pokládala za hodnotnější pojmenování než prestižnější „profesorka“. Na svou žádost má na náhrobku napsáno vedle jména jen „učitelka“.

## Ceny
- Roku 1956 Nechama Leibowitz obdržela Izraelskou cenu za výchovu[3] , za svůj přínos rozvoji poznávání a porozumění Bibli.
- Roku 1983 spoluobdržela (spolu s Efrajimem Urbachem) Bialikovu cenu za židovské myšlení.[4]